# Imbolg
Imbolg, auch Imbolc ['imbolg] oder Oimelc ist zusammen mit Beltane (1. Mai), Lughnasadh (1. August) und Samhain (1. November) eines der vier großen irischen, durch bestimmte Landarbeiten entstandenen Feste. Der Name Imbolc kommt vom altirischen < imb-folc („Rundum-Waschung“) und kennzeichnet es damit als Reinigungsfest. Oimelc ist die Bezeichnung für das erste Milchgeben der Schafe im Frühjahr. Das Fest wurde beginnend am Vorabend in der Nacht zum 1. Februar und an diesem Tage gefeiert und wird bis heute noch in ländlichen Gegenden Irlands als Tag der heiligen Brigid (Lá Fhéile Bríde) begangen (daher auch: St. Brigid’s Day).

## Mythologie
Imbolg wird als Fruchtbarkeits- und Lustrationsfest gesehen, bei dem man als Brauchtum Strohfiguren bastelte, die als Heils- und Schutzzeichen galten und bei verschiedenen Ritualen verwendet wurden. Der zweite Name Oimelc besagt, dass ab diesem Zeitpunkt die Mutterschafe, die bald darauf die Frühjahrslämmer gebären, wieder Milch geben – ein Termin, der auf das westeuropäisch-atlantisch milde Klima hinweist. Imbolc kann also als Hirtenfest bezeichnet werden, vergleichbar mit dem römischen Februa und Spurcalia, ebenso mit den Lupercalien. Vendryes zieht daraus den Schluss, dass es sich um ein italokeltisches Kulturerbe handeln könne.  Bei Ingeborg Clarus wird Imbolc deshalb mit „das Anlegen der Lämmer (an das Mutterschaf)“ übersetzt.
Der Festtag wird auch als Fest des Lichtes gesehen, weil die länger werdenden Tage die Hoffnung auf den Frühling widerspiegeln. Traditionsgemäß werden sämtliche Lampen des Hauses für einige Minuten angesteckt und auch Rituale beinhalten oftmals eine Mehrzahl an Kerzen. Ebenso ist es immer noch üblich, spezielle Lebensmittel zu verzehren (Butter, Milch, Bannockbrot), nach Omen Ausschau zu halten, oder Freudenfeuer zu entzünden. Nach den Carmina Gaedelica stellte man zu diesem Anlass den laomachan her, einen magischen Käse, der vor den Sídhe (den Leuten aus der Anderswelt) schützt und mit dem man Prophezeiungen machen kann.

## Neuheidentum

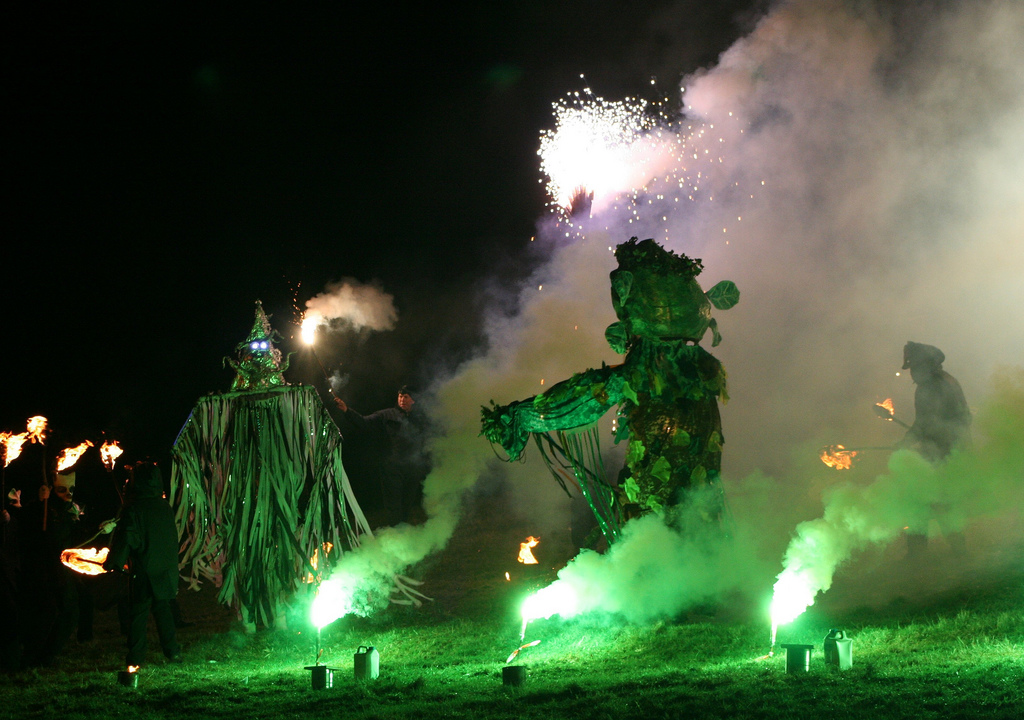
Imbolc Festival 2008 in Marsden, West Yorkshire

Einige Neuheiden bringen die Feier in Verbindung mit der Mitte zwischen der Wintersonnenwende (Yule) und dem Frühjahrs-Äquinox (Ostara). Diese fällt allerdings eigentlich auf den 4. oder 5. Februar. In der Südhalbkugel wird es am 2. August gefeiert und fällt somit mit dem nördlichen Lughnasad zusammen. Heute begehen die meisten Neuheiden das Fest am 1. oder 2. Februar, wobei der 2. Februar in Amerika beliebter ist, vielleicht auf Grund der späteren Identifikation des Festes mit Mariä Lichtmess.
Imbolg ist traditionsgemäß eine Zeit wetterlichen Vollzugs, und vielleicht ist die alte Tradition des darauf Aufpassens, ob Schlangen und Dachse aus ihren Behausungen kommen, ein Vorläufer des in den USA und Kanada gefeierten Groundhog Day. Einige moderne Heiden behaupten, die christliche Lichtmess, deren Datum von Weihnachten abhängt, sei eine Verchristlichung Imbolgs. Andererseits existieren keine Beweise dafür, dass Imbolg in vorchristlicher Zeit irgendwo anders als in Irland praktiziert wurde, während Lichtmess zunächst im östlichen Mittelmeerraum begangen wurde.
Feuer ist an diesem Tag so wichtig, da Brigitte, nach neuheidnischer Auffassung die Göttin des Feuers, der Heilung und der Fruchtbarkeit ist – das Anzünden von Feuer symbolisiert die in den kommenden Monaten zunehmende Kraft der Sonne.

## Feiertag in Irland
In Irland wird seit 2023 der erste Montag im Februar als public holiday (gesetzlicher Feiertag) gefeiert, wenn der 1. Februar nicht auf einen Freitag fällt (dann 1. Februar). 